# 스칼라 아래 쿼크
스칼라 아래 쿼크는 아래 쿼크의 페르미온 초대칭짝이다.